# Organizzazione della cooperazione economica del mar Nero
L’Organizzazione della cooperazione economica del mar Nero (inglese: Black Sea Economic Cooperation (1992)/Organization of the Black Sea Economic Cooperation (1999), o BSEC) è un'organizzazione internazionale regionale che comprende sia i paesi che si affacciano sul mar Nero sia quei paesi che hanno interessi in quella zona. La Turchia, promotrice di questa iniziativa, aveva anche lo scopo di avvicinarsi all'Unione europea.

## Storia
Il 25 giugno 1992, i capi di Stato e di governo di undici paesi firmano ad Istanbul la Dichiarazione del vertice e la Dichiarazione del Bosforo facendo nascere la Cooperazione economica del mar Nero (Black Sea Economic Cooperation, BSEC). È stata creata come un unico e promettente modello di politica multilaterale ed iniziativa economica che mira a incoraggiare l'interazione e l'armonia tra gli stati membri, così come l'assicurazione della pace, della stabilità e della prosperità incoraggiando le relazioni d'amicizia e di buon vicinato nella regione del mar Nero.
La sede dell'organizzazione, il segretariato internazionale permanente dell'Organizzazione della cooperazione economica del mar Nero (Permanent International Secretariat of the Organization of the Black Sea Economic Cooperation, BSEC PERMIS), fu stabilita nel marzo 1994 a Istanbul.
Con l'entrata in vigore di queste dichiarazioni il 1º maggio 1999, l'organizzazione acquisì l'identità legale internazionale e fu trasformata in un'organizzazione economica regionale qualificata come: Organizzazione della Cooperazione Economica del Mar Nero. Con l'accesso della Serbia (allora Serbia e Montenegro) nell'aprile 2004, i membri divennero dodici .
Oggi esistono degli accordi di libero scambio tra l'UE e i paesi di questa zona, attraverso gli accordi di stabilizzazione e d’associazione.
Come si è visto sopra, la partecipazione non è ristretta ai paesi che hanno accesso al mar Nero: Albania, Armenia, Azerbaigian, Grecia, Moldavia e Serbia non hanno coste sul mare. La Grecia ha posto il veto sulla candidatura del Montenegro dopo che la Turchia aveva posto il veto alla candidatura di Cipro. Per lo stesso motivo la Grecia si oppone a qualunque nuovo paese candidato.
L'8 ottobre 1999 le è stato riconosciuto lo status di osservatore dell'Assemblea generale delle Nazioni Unite.

## Membri
Stati membri:
- Albania
- Armenia
- Azerbaigian
- Bulgaria
- Georgia
- Grecia
- Macedonia del Nord
- Moldavia
- Romania
- Russia
- Serbia
- Turchia
- Ucraina

Osservatori:
- Austria
- Bielorussia
- Croazia
- Egitto
- Francia
- Germania
- Israele
- Italia
- Polonia
- Rep. Ceca
- Slovacchia
- Stati Uniti
- Tunisia

Organizzazioni osservatrici:
- Club internazionale del mar Nero
- Commissione del mar Nero
- Commissione europea
- Segretariato della carta per l'energia

## Obiettivi
Lo scopo principale dell'Organizzazione è la cooperazione politica multilaterale (mantenimento di una certa stabilità politica) ed economica (sviluppo del commercio) per stabilire una interazione dinamica e una rete di fiducia. Questi obiettivi dipendono anche dal fatto che questa regione è una zona strategica per il petrolio e il gas naturale, oltre ad essere un corridoio che permette trasferimenti economici tra Europa e Asia.

## Organi collegati e centri affiliati
Alcune strutture dell'Organizzazione:
- la Banca per il Commercio e lo Sviluppo del mar Nero, con sede a Salonicco, Grecia; supporta i progetti d'investimenti, d'infrastrutture, di trasporti e di telecomunicazione;
- la Assemblea interparlamentare, creata nel 1993, la cui sede centrale è in Turchia, con 76 rappresentanti dei parlamenti nazionali;
- il Consiglio d'affari, che riunisce gli esperti internazionali, responsabili per l'identificazione di opportunità di investimenti nella zona;
- il Centro internazionale per gli studi sul mar Nero,
- il Centro di coordinamento per lo scambio di dati statistici ed informazioni economiche.

La presidenza è attualmente tenuta dalla Grecia (dal 1º giugno al 31 dicembre 2010).